# Frithjof Gustafson
Frithjof Oskar Fredrik Gustafson, född 1 januari 1850 i Kungsbacka församling, Hallands län, död 30 december 1908 i Linköpings församling, Östergötlands län, var en svensk häradshövding.

## Biografi
Frithjof Gustafson föddes 1850 i Kungsbacka. Han blev 1869 student vid Lunds universitet och avlade 1873 examen till rättegångsverket. Gustafson blev 1876 vice häradshövding och 1888 häradshövding i Åkerbo, Bankekinds och Hanekinds domsaga. Han var även kommunalman. Gustafson avled 1908 i Linköpings församling.